# Kraambedpsychose
Kraambedpsychose, ook wel genoemd postpartumpsychose (afgekort ppp), is een psychose die bij vrouwen ontstaat vlak na de bevalling, van enkele uren tot enkele weken erna of na het stoppen met de borstvoeding. De kans dat een vrouw een kraambedpsychose krijgt is ongeveer 1 à 2 op 1000.

## Oorzaak
Volgens onderzoek in het Erasmus Medisch Centrum wordt kraambedpsychose veroorzaakt door  ontregeling van het afweersysteem. Bij vrouwen, die een ppp krijgen binnen de vier weken na de bevalling, wordt een verhoogd aantal afweercellen in het bloed gemeten, zonder dat er een logische verklaring voor is. Deze cellen hinderen de hersenfuncties wat kan leiden tot een ppp. Wanneer een vrouw in verwachting is, heeft ze een verminderd actief immuunsysteem, om te voorkomen dat de baby wordt afgestoten. Eens de bevalling voorbij is, zou het lichaam het immuunsysteem weer actiever moeten maken, wat bij kraambedpsychose niet goed uitdraait. De kans op zulk een psychose is het grootst bij de bevalling van het eerste kind.

Onderstaande factoren kunnen een rol spelen bij het ontwikkelen van een kraambedpsychose:
- Hormoondaling na de bevalling
- Traumatische en/of uitputtende bevalling

Een bevalling waarbij fysiek en/of psychisch te veel van de vrouw gevraagd is kan mede de psychose veroorzaken. De vrouw zelf hoeft de bevalling niet als zwaar te hebben ervaren, omdat de stoffen die zijn gemaakt haar pijn hebben verlicht, maar kan toch lichamelijk te veel van haar hebben gevraagd. Maar ook na een vlotte bevalling kan een ppp optreden.
- Biologische factoren

Onlangs werd ontdekt dat hersenen van moeders gevoeliger zijn voor dopamine. Dit zou de moederliefde stimuleren. De hersenen bevatten receptoren voor zowel oestrogeen als progestageen. Een snelle daling van het hormoon progesteron na de bevalling zou mogelijk een effect kunnen hebben op dopamine. En een teveel aan dopamine hangt waarschijnlijk samen met het ontstaan van een (kraambed)psychose.
- Een tekort aan vitamine B6 (pyridoxine)

Vitamine B6 speelt een rol bij de omzetting van het belangrijke aminozuur tryptofaan in het lichaam, (een tekort aan B6 speelt ook een belangrijke rol bij premenstruele klachten).
- Een tekort aan het aminozuur tryptofaan

Tryptofaan is betrokken bij de productie van diverse lichaamseigen stoffen die opbeurend werken. Ons bioritme wordt mede bepaald door omzetting van diezelfde stoffen wanneer het donker wordt. Tryptofaan werkt derhalve behalve opbeurend eveneens rustgevend en bevordert een gezonde nachtrust.
- Een te laag HB-gehalte (ijzertekort)
- Vrouwen die al premenstruele klachten hadden vormen een risicogroep

Omdat deze vrouwen veel gevoeliger zijn voor hormoonschommelingen, hebben zij een groter risico op het krijgen van een ppp en/of een postnatale depressie.
- Weinig rust / slaaptekort in de zwangerschap en na de bevalling

Dit is een heel grote risicofactor, omdat bekend is dat langdurig slaaptekort een psychose kan veroorzaken.
- Geen goede maaltijd/ niet goed eten na de bevalling (te lage bloedsuikerspiegel)

Een bevalling wordt wel gezien als topsport, het is dus zeer belangrijk dat de vrouw na haar bevalling goede aanvullende voeding krijgt om de tekorten weer aan te vullen.
- Een psychiatrisch verleden

Een vrouw die eerder een (kraambed)psychose heeft gehad, heeft een grotere kans op ontwikkelen van een ppp (65%). Ook vrouwen met de bipolaire stoornis lopen een groot risico (10-20%).
- Erfelijke aanleg

Als er in de familie van de vrouw psychiatrische ziekten voorkomen, neemt het risico op een kraambedpsychose toe.
- Psychosociale stressfactoren

Een vrouw die pas is bevallen is veel gevoeliger dan zij in het normale dagelijks leven is. Stress, conflicten en interpersoonlijke problemen kunnen derhalve invloed hebben op het ontstaan van een kraambedpsychose in combinatie met andere risicofactoren.

## Gevolgen
Bij een psychose is iemand het normale contact met de werkelijkheid kwijt. Informatie die op hem of haar afkomt, wordt niet meer op een normale manier verwerkt. Een ppp of kraambedpsychose is een psychiatrisch toestandsbeeld (een syndroom), waarbij de patiënt het normale contact met de – door zijn omgeving ervaren – werkelijkheid kwijt is.

### Symptomen
Bij een psychose kunnen de volgende symptomen voorkomen:
- Wanen - denkbeelden of overtuigingen die voor de patiënt als werkelijkheid worden ervaren, maar die absoluut niet stroken met algemeen geaccepteerde opvattingen. Zo kan een patiënte zeker weten dat zij dood is, of een buitenaards wezen, dat ze paranormaal is of monsters zien. En dan is het meestal onmogelijk om de patiënte ervan te overtuigen dat haar gedachtegang niet klopt. Bewustzijn en onbewustzijn lopen door elkaar en ook kunnen ervaringen in het heden en verleden door elkaar gaan lopen.
- Hallucinaties - waarnemingen van dingen die er niet zijn. Zo kan een patiënt geuren ruiken die er niet zijn of iets zien, horen, voelen of proeven dat er niet is. Voor de patiënt is het er wel. De patiënt weet soms zelf dat de waarneming geen werkelijkheid kan zijn, maar blijft het toch zien of horen. Het horen van stemmen is een hallucinatie die vaak voorkomt. Als de patiënt op de stemmen reageert, zal ze vreemd of storend gedrag vertonen.
- Verward denken - Tijdens een psychose gaat het denkproces te snel, te langzaam of te chaotisch. Het verband tussen gedachten gaat verloren, of er worden verbanden gelegd die er in werkelijkheid niet zijn. Het is daarom vaak moeilijk te begrijpen wat de persoon die psychotisch is, bedoelt of aan haar iets duidelijk te maken. Ook de tijdwaarneming kan verstoord zijn.

## Behandeling
Medicijnen die gebruikt worden om de psychose te genezen zijn antipsychotica en/of lithium, eventueel in combinatie met een kalmeringsmiddel of slaapmiddel. Antipsychotica gaan de psychose tegen, doordat ze de informatie-overdracht tussen de hersencellen reguleren. Lithium is een zout dat per toeval is ontdekt als medicijn tegen manische depressiviteit, waarvan de werking niet precies bekend is, maar dat ook vaak effectief is bij ppp. Ook worden soms hormonen toegediend.
Lichte psychoses kunnen thuis uitgeziekt worden. Bij een zwaardere psychose wordt de patiënte opgenomen op de psychiatrische afdeling van een algemeen ziekenhuis (PAAZ). De gemiddelde opnameduur is 2 à 3 maanden. In sommige ziekenhuizen worden moeder en kind samen opgenomen, zodat de moeder zo veel mogelijk betrokken kan worden bij de verzorging. Het is belangrijk dat dan ook de partner bij de verzorging betrokken wordt. Het kan ook zijn dat het kind thuis of bij tijdelijke verzorgers blijft, en zo veel mogelijk contact heeft met de moeder tijdens bezoekuren en verlof. Tijdens de opname staat structuur en rust centraal. Er is een dagprogramma dat structuur geeft aan de dag, dat de greep op de werkelijkheid bevordert en een gevoel van veiligheid geeft.